# Antonio Dawson
Antonio Dawson, interpretado por Jon Seda, es un personaje ficticio perteneciente al universo televisivo de la franquicia Chicago One, creada por Dick Wolf. Es uno de los personajes principales en las series Chicago P.D. y Chicago Justice, y fue introducido inicialmente como personaje recurrente en Chicago Fire antes de la creación del spin-off Chicago P.D.
Dentro del universo narrativo, Antonio Dawson es un detective del Departamento de Policía de Chicago (CPD), del ficticio distrito 21, donde se desempeña como el ex segundo al mando de la Unidad de Inteligencia, bajo las órdenes del sargento Hank Voight. Conocido por su ética profesional, integridad y apego al cumplimiento de la ley, Dawson a menudo representa una contrapartida moral frente a los métodos más controversiales de Voight.
Además de su carrera policial, Antonio es el hermano mayor de Gabriela "Gabby" Dawson, ex paramédica y posteriormente bombera en el destacamento Firehouse 51, protagonista de Chicago Fire. Su vínculo familiar con Gabby establece conexiones narrativas entre las distintas series de la franquicia.
En octubre de 2016, Seda confirmó que el personaje se trasladaría al tercer spin-off Chicago Justice, que debutaría en marzo de 2017, después de renunciar a su puesto en el CPD para aceptar un trabajo en la Fiscalía del Estado. Después de la cancelación de Chicago Justice, se dice que el personaje regresó al CPD debido a su frustración con la burocracia que a menudo encuentra.
Antonio Dawson tiene dos hijos. Sin embargo, los acontecimientos posteriores a la primera temporada de Chicago P.D. y la dedicación de Dawson a su trabajo afectan su matrimonio y el de su esposa, lo que hace que su esposa se vaya con sus dos hijos. Finalmente se divorcian en términos amargos y ella les impide a los niños ver a su padre durante algún tiempo. La cuestión de la custodia nunca fue explicada completamente en el programa; los niños viven con su madre y Dawson se mantiene en contacto con ellos por teléfono.
Dawson fue criado como católico y una vez bromeó con Olinsky acerca de estar "en un confesionario cada dos días" cuando era niño. Aficionado al boxeo, al igual que el actor Jon Seda, tuvo una adolescencia difícil, y el boxeo fue su válvula de escape, como lo demuestra el hecho de que dirige su propio gimnasio y trabaja como entrenador cuando no está de servicio.
Antes de integrarse a la Unidad de Inteligencia, el detective Antonio Dawson trabajó en la Brigada Antivicio del Departamento de Policía de Chicago. Durante ese periodo, fue compañero de la detective Julie “Jules” Willhite, con quien mantenía una estrecha amistad y una sólida relación profesional. Willhite fue asesinada por el capo del narcotráfico Andrés “Pulpo” Díaz en el episodio "Stepping Stone", suceso que marcó profundamente a Dawson y sirvió como catalizador para su transición a Inteligencia.
En el episodio "Best Friend Magic" de Chicago Fire, Gabriela Dawson menciona que su hermano, el detective Antonio Dawson, se encuentra trabajando en un equipo de respuesta a crisis en las Bahamas. Esta referencia confirma que, tras su salida del Departamento de Policía de Chicago, Antonio continúa involucrado en labores de seguridad y asistencia internacional.

## EnChicago P.D.
Durante una de las operaciones más personales para Dawson, el arresto del narcotraficante colombiano Andrés “Pulpo” Díaz desencadena una represalia directa, su hijo Diego es secuestrado por un hombre llamado Mateo, quien exige la liberación de Pulpo a cambio de su vida.
Durante sus años como oficial novato, Dawson tuvo como compañero a Sean Patterson. Este cometió un error administrativo menor al presentar una reclamación duplicada por horas extras. No obstante, la oficial Gradishar, de Asuntos Internos, utilizó la infracción como pretexto para despedirlo y revocar su pensión. Avergonzado por las consecuencias, Sean se quitó la vida un año después, dejando atrás a su esposa e hijos. Desde entonces, Antonio nunca ha perdonado a Gradishar por haber utilizado a su compañero como un peldaño para escalar dentro del cuerpo policial.
También trabajó con Trudy Platt, ahora sargento de escritorio en el Distrito 21, durante sus años de patrulla y le salvó la vida cuando le dispararon sacándola de la línea de fuego.  
Durante la operación para extraditar a Andrés "Pulpo" Díaz, Antonio Dawson resultó gravemente herido cuando la esposa del narcotraficante facilitó la fuga de su esposo.

## Apariciones y crossovers
El personaje se ve con frecuencia en Chicago Fire cuando los colegas de Gabby a veces le piden ayuda o consejo.